# Platycerium superbum
Platycerium superbum es una especie de helecho perteneciente a la familia Polypodiaceae, nativa de Australia, en Nueva Gales del Sur, norte de Nabiac y en Queensland. Tiene hábitos de epifita y se encuentra cerca de los cursos de agua.

## Descripción
Es un helecho epífita, con rizoma poco ramificado. Alcanza un tamaño de 60 cm o más de diámetro. La parte superior en forma de cuña, el margen profundamente e irregularmente lobulado, verde por un número de años, y posteriormente convertida en marrón y parecida al papel.
Las fronda fértiles de 75-160 cm de largo,  colgantes, divididas en 4-6 veces, los últimos segmentos de 1,5-4 cm de ancho; esporangios en un largo parche de solo 10-50 cm de diámetro, situado en el tenedor de la primera dicotomía de la lámina.

## Usos
Platycerium superbum es ampliamente cultivada como planta ornamental para el jardín.

## Taxonomía
Platycerium superbum fue descrita por de Jonch. y Hennipman y publicado en British Fern Gazette 10(3): 114 N 1970
Etimología
El nombre genérico «Platycerium» es de raíz griega y significa "cuernos aplastados"; hace alusión a la forma de los frondes (hojas) parecidas a la cornamenta de un alce.
Sinónimos
- Platycerium grande var. tamburinense Domin
- Platycerium grande (Fee) C.Presl[2]